# Kayes
Kayes (tiếng Bambara: ߞߊߦߌ tr. Kayi, tiếng Soninke: Xaayi) là một thành phố ở phía tây Mali trên sông Sénégal, với dân số 127.368 trong cuộc điều tra dân số năm 2009. Kayes là thủ đô của khu vực hành chính cùng tên. Cái tên "Kayes" xuất phát từ từ tiếng Soninké "karré", mô tả một nơi ẩm thấp thấp, lũ lụt trong mùa mưa. Thành phố này nằm cách thủ đô Bamako 420 km (260 mi) về phía tây bắc.

## Lịch sử
Trước khi Pháp mở rộng, Kayes là một ngôi làng nhỏ. Vị trí của nó trên con đường của Đường sắt Dakar-Nigeria trong tương lai, và nhu cầu của Pháp đối với các trung tâm thương mại, dẫn đến việc thành lập thị trường chợ Kayes vào năm 1881. Nó vẫn là một trung tâm vận tải, chủ yếu cho thương mại Sénégal, cho đến ngày nay. Năm 1892, Kayes trở thành thủ đô của Sudan thuộc Pháp; Bamako đã thay thế nó thành thủ đô, đầu tiên là Haut Sénégal-Niger vào ngày 17 tháng 10 năm 1899, sau đó trở thành thủ đô của tất cả Sudan thuộc Pháp vào năm 1908.

## Kinh tế và thể thao
Kayes nằm trên đường cao tốc Route Nationale 1 (RN1) và cách Bamako 612 km (380 dặm) và cách biên giới với 96 km (60 dặm) Senegal. Thị trấn có một sân bay quốc tế (Sân bay Kayes) và nằm trên Đường sắt Dakar-Nigeria cung cấp dịch vụ tàu chở khách trong khu vực đến Bamako ba lần một tuần qua Kati và Diamou vào năm 2013. Khu vực này rất giàu vàng và sắt.

## Khí hậu
Kayes có khí hậu bán khô nóng (phân loại khí hậu Köppen BSh). Khí hậu chịu gió mùa Tây Phi với tất cả lượng mưa xảy ra trong khoảng từ tháng 6 đến tháng 10. Tháng 8 là tháng ẩm ướt nhất. Hầu như không có lượng mưa trong bảy tháng còn lại của năm. Tổng lượng mưa hàng năm khoảng 650 mm Kayes có biệt danh là "nồi áp suất của châu Phi" do sức nóng cực độ của nó; thị trấn được bao quanh bởi những ngọn núi giàu sắt góp phần vào nhiệt độ. Thị trấn đã được mô tả là thị trấn có người ở liên tục nóng nhất ở châu Phi. Nhiệt độ cao trung bình hàng ngày trong thành phố là 37 °C (99 °F), với nhiệt độ thường đạt đỉnh vào tháng Tư ở mức trung bình gần 44 °C (111 °F).
| Dữ liệu khí hậu của Kayes (1950–2000) | Dữ liệu khí hậu của Kayes (1950–2000) | Dữ liệu khí hậu của Kayes (1950–2000) | Dữ liệu khí hậu của Kayes (1950–2000) | Dữ liệu khí hậu của Kayes (1950–2000) | Dữ liệu khí hậu của Kayes (1950–2000) | Dữ liệu khí hậu của Kayes (1950–2000) | Dữ liệu khí hậu của Kayes (1950–2000) | Dữ liệu khí hậu của Kayes (1950–2000) | Dữ liệu khí hậu của Kayes (1950–2000) | Dữ liệu khí hậu của Kayes (1950–2000) | Dữ liệu khí hậu của Kayes (1950–2000) | Dữ liệu khí hậu của Kayes (1950–2000) | Dữ liệu khí hậu của Kayes (1950–2000) |
| Tháng                                 | 1                                     | 2                                     | 3                                     | 4                                     | 5                                     | 6                                     | 7                                     | 8                                     | 9                                     | 10                                    | 11                                    | 12                                    | Năm                                   |
| ------------------------------------- | ------------------------------------- | ------------------------------------- | ------------------------------------- | ------------------------------------- | ------------------------------------- | ------------------------------------- | ------------------------------------- | ------------------------------------- | ------------------------------------- | ------------------------------------- | ------------------------------------- | ------------------------------------- | ------------------------------------- |
| Trung bình ngày tối đa °C (°F)        | 33.6 (92.5)                           | 36.6 (97.9)                           | 39.4 (102.9)                          | 41.7 (107.1)                          | 41.9 (107.4)                          | 38.2 (100.8)                          | 33.6 (92.5)                           | 32.0 (89.6)                           | 33.1 (91.6)                           | 36.1 (97.0)                           | 36.7 (98.1)                           | 33.5 (92.3)                           | 36.4 (97.5)                           |
| Tối thiểu trung bình ngày °C (°F)     | 16.9 (62.4)                           | 19.3 (66.7)                           | 22.2 (72.0)                           | 25.5 (77.9)                           | 28.4 (83.1)                           | 26.6 (79.9)                           | 24.2 (75.6)                           | 23.3 (73.9)                           | 23.2 (73.8)                           | 23.0 (73.4)                           | 20.0 (68.0)                           | 17.2 (63.0)                           | 22.5 (72.5)                           |
| Lượng mưa trung bình mm (inches)      | 0.0 (0.0)                             | 0.4 (0.02)                            | 0.1 (0.00)                            | 0.6 (0.02)                            | 12.0 (0.47)                           | 82.6 (3.25)                           | 155.2 (6.11)                          | 215.9 (8.50)                          | 140.9 (5.55)                          | 41.2 (1.62)                           | 2.7 (0.11)                            | 1.1 (0.04)                            | 652.7 (25.69)                         |
| Số ngày mưa trung bình (≥ 0.1 mm)     | 0.0                                   | 0.0                                   | 0.1                                   | 0.1                                   | 2.8                                   | 7.8                                   | 12.3                                  | 14.8                                  | 11.4                                  | 4.0                                   | 0.1                                   | 0.0                                   | 53.4                                  |
| Số giờ nắng trung bình tháng          | 263.5                                 | 250.0                                 | 282.1                                 | 285.0                                 | 279.0                                 | 215.0                                 | 211.8                                 | 223.2                                 | 240.0                                 | 263.5                                 | 264.0                                 | 260.6                                 | 3.037,7                               |
| Nguồn 1: Tổ chức Khí tượng Thế giới   |                                       |                                       |                                       |                                       |                                       |                                       |                                       |                                       |                                       |                                       |                                       |                                       |                                       |
| Nguồn 2: NOAA (nắng 1961–1990)        |                                       |                                       |                                       |                                       |                                       |                                       |                                       |                                       |                                       |                                       |                                       |                                       |                                       |

## Vùng
Các trang web được tìm thấy trong và xung quanh Kayes bao gồm:
- Fort du Médine
- Félou Falls, 15 km (9,3 mi) thượng nguồn trên sông Sénégal
- Gouina Falls, 100 km (62 mi) về phía đông nam trên sông Sénégal
- The tata (fortification) Koniakari, được xây dựng bởi El Hadj Umar Tall, 70 km (43 dặm) về phía đông bắc
- Lake Magui và Hồ Doro, cả hai được tưới bởi Kolimbiné River

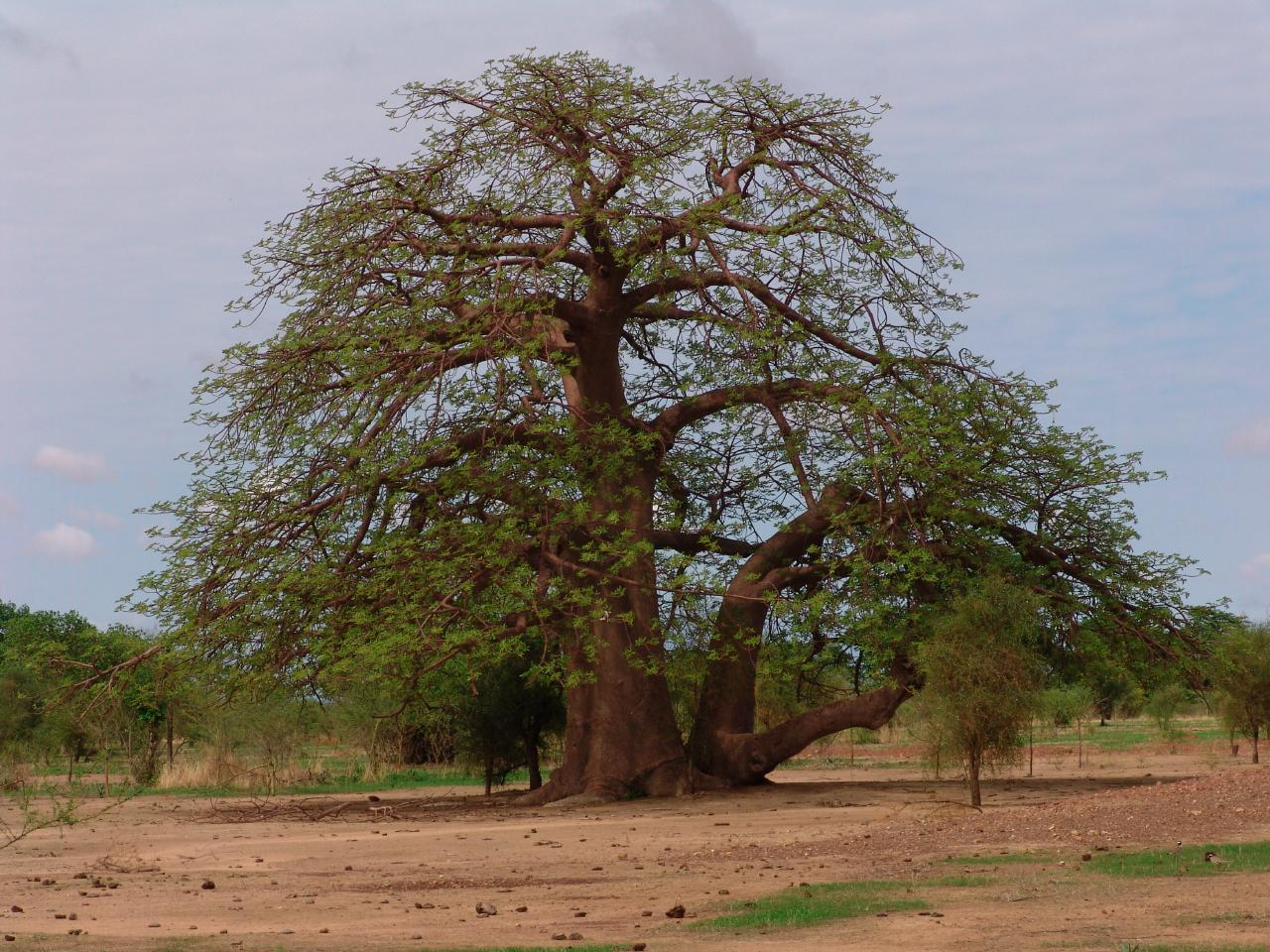
Cây Baobab.

- The Manantali Dam